# Is this love (globeの曲)
「Is this love」（イズ・ディス・ラヴ）は、globeの6枚目のシングル。1996年8月28日にavex globeから発売された。

## 解説
globeの楽曲としては初めてとなる、ライブ映像などを流用していないフルサイズのミュージック・ビデオ（MV）が制作された。MVはアメリカのアリゾナ州で撮影され、数台のヘリコプターの空撮も含むスケールで気温42度・湿度0%の中で4日間行われた。総額1億円という破格の撮影費が投じられた。
オリコンチャートでは1位を獲得し、「DEPARTURES」以来、通算3作目の首位獲得となった。
1996年5月下旬に安室奈美恵「SWEET 19 BLUES」と同時進行で制作した。「ヘソ出し・ミニスカートを止めて、パンツルックになった女の子」「肉体を隠して、内面を出そうとしている女の子」という共通のコンセプトを持っている。
同年7月にロサンゼルスの当時の小室の自宅兼スタジオで仕上げられた。KEIKO・MARCは「ピアノを囲んで3人でお酒を飲みながら、少し経った後には商品として完成していた」と驚き、小室は「思いつく限りの実験的な演出を短時間で詰め込むことが出来て、楽しんで作れた」と振り返っている。
2016年6月29日にテレビ東京で放送された『テレ東音楽祭（3）』では病気療養中のKEIKOに代わって、神田沙也加がボーカルを務めた。

## 収録曲
| 全作詞: 小室哲哉・MARC、全作曲・編曲: 小室哲哉。 |                                     |                  |            |      |
| #                                                | タイトル                            | 作詞             | 作曲・編曲 | 時間 |
| 1.                                               | 「Is this love (STRAIGHT RUN)」     | 小室哲哉 ・ MARC | 小室哲哉   | 5:35 |
| 2.                                               | 「Is this love (CLUB BOURBON MIX)」 | 小室哲哉 ・ MARC | 小室哲哉   | 7:19 |
| 3.                                               | 「Is this love (INSTRUMENTAL)」     | 小室哲哉 ・ MARC | 小室哲哉   | 5:31 |
| 合計時間:                                        | 合計時間:                           | 18:25            |            |      |

クレジット
- Produced : 小室哲哉
- Mixed : Eddie Delena
- Programming & Additional production (#2) : Robert Arbittier

## 収録アルバム
Is this love
- FACES PLACES（アルバムバージョン）
- CRUISE RECORD 1995-2000
- 8 Years ～Many Classic Moments～
- globe decade -single history 1995-2004-
- 15YEARS -BEST HIT SELECTION-（アルバムバージョン）